# Stolpe an der Peene
Pour les articles homonymes, voir Stolpe.
Stolpe an der Peene est une commune allemande située près d'Anklam, dans le Land de Mecklembourg-Poméranie Antérieure et l'arrondissement Poméranie Antérieure-Greifswald qui donne sur l'embouchure de la Peene.  Outre le village de Stolpe, elle regroupe les localités de Neuhof, Grüttow, et Dersewitz.

## Histoire

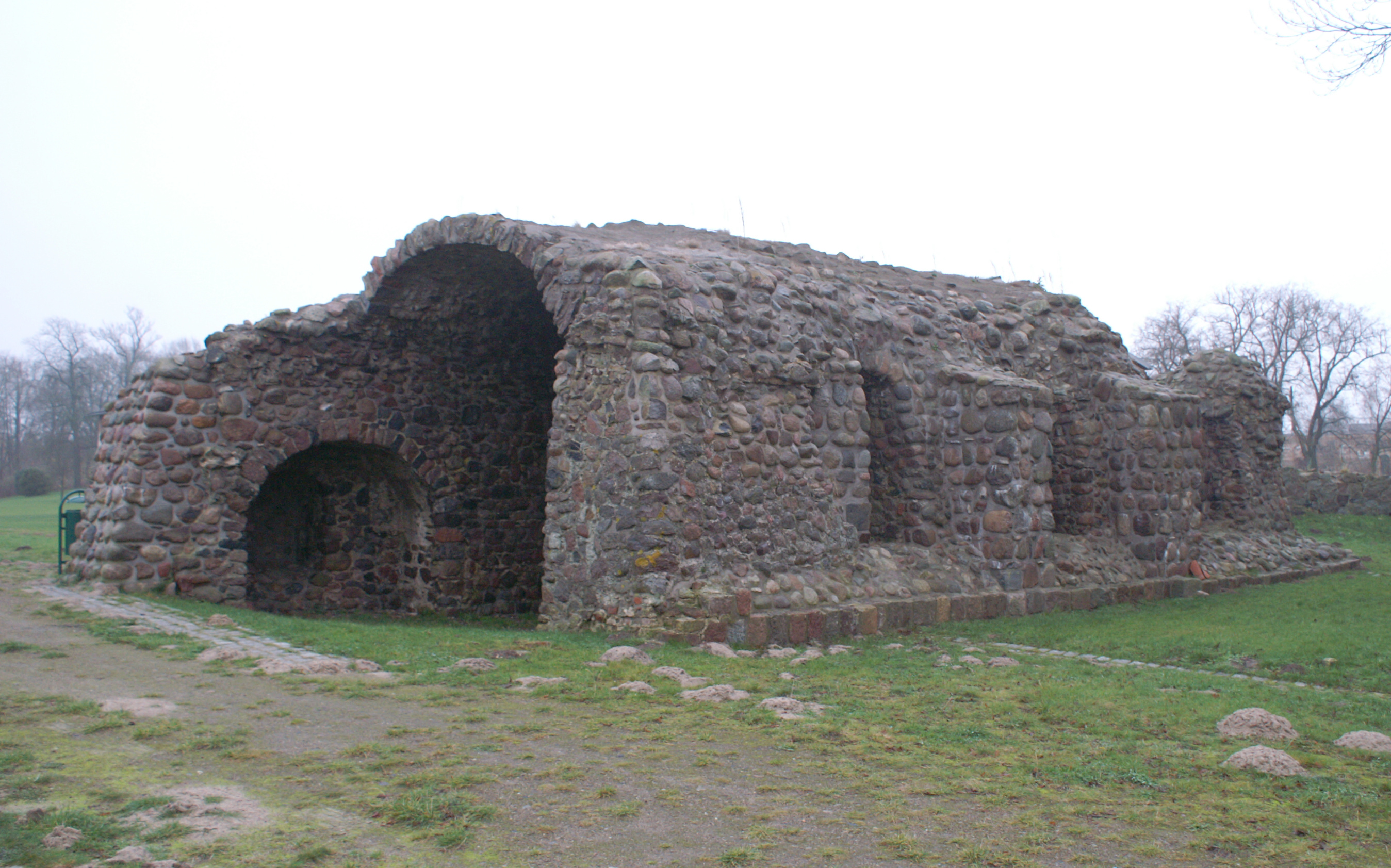
Vestiges de l'abbaye de Stolpe

Stolpe a été mentionnée pour la première fois par écrit en 1136. Son nom provient de la racine wende stlupu qui signifie pilier, ou bien poinçon pour tenir les filets de pêcheurs. Ratibor de Poméranie offre le domaine en 1153 aux bénédictins pour y fonder une abbaye. C'est le premier monastère de Poméranie. Stolpe embrasse ensuite la réforme cistercienne et fonde l'abbaye de Pforta en 1305. L'abbaye de Stolpe fonde encore nombre d'abbayes cisterciennes dans l'espace de la côte Baltique, comme à Padis, ou à Falkenau. Les terres d'Auerose lui appartiennent. Les cisterciens sont dispersés et perdent leurs terres à la Réforme protestante en 1535 et les bâtiments abbatiaux sont détruits en 1637 pendant la Guerre de Trente Ans.
Après la paix de Westphalie de 1648, toute la région passe à la Poméranie suédoise, tout en demeurant terre du Saint Empire romain germanique, le roi de Suède étant duc de Poméranie. Stolpe entre dans le royaume de Prusse en 1720 et se trouve à la frontière.
De grandes familles de propriétaires terriens poméraniens possèdent les domaines alentour, comme les Bülow ou les Maltzahn. Ils sont nationalisés en 1945. Un de leurs descendants rachète en 1994 le manoir de Stolpe pour en faire un hôtel.

## Tourisme
- Ruines de l'ancienne abbaye de Stolpe
- Église de Güttow (XIXe siècle)
- Église de Wartislaw (1893), néogothique
- Manoir-hôtel de Stolpe